# Leptostylus asperatus
Leptostylus asperatus är en skalbaggsart som först beskrevs av Samuel Stehman Haldeman 1847.  Leptostylus asperatus ingår i släktet Leptostylus och familjen långhorningar. Inga underarter finns listade i Catalogue of Life.